# 卡坦岛
卡坦岛（Catan）是由德国人克劳斯·托伊伯发明的一种多人玩的图板游戏，最初由科仕謀思公司以卡坦岛拓荒者（Die Siedler von Catan）的名字在德国出版。托伊伯原創設計了基础版跟第一个擴充集海洋开拓者。
卡坦岛拓荒者是第一款在歐陸以外大受歡迎的德式桌上遊戲，獲得了1995年的德国年度游戏奖，1995年的德国游戏奖的第一名和1996年的原创奖。截至2015年，这款游戏被翻譯成30多种語言，销售量超过2200万，正在筹划电影和电视剧。游戏的基础版和四個擴充版本可在美國的梅费尔游戏，日本的卡普空以及歐盟的科仕謀思公司購買。

## 特点
基础版适合3~4个玩家（加入扩展之后可以有6个玩家）同时参与的模拟建设游戏。玩家作为岛上的一名拓荒者，需要选择定居点、收集资源、铺设道路、修建新定居点、建造城市，同时防范盗贼侵扰。既要与其他玩家竞争有利地区，又要合作交换彼此稀缺的资源。最快达到规定得分的玩家赢得游戏胜利。

## 玩法

### 配置
基础版提供6类共19张六边形的地形板块：4张森林（出产木材）、4张牧场（出产羊毛）、4张耕地（出产麦子）、3张丘陵（出产砖）、3张矿山（出产矿石）和1张沙漠（不出产任何东西），它们与6張海洋卡片共同构建整个游戏版图。另外基础版的附件还有：
- 9張港口紙片

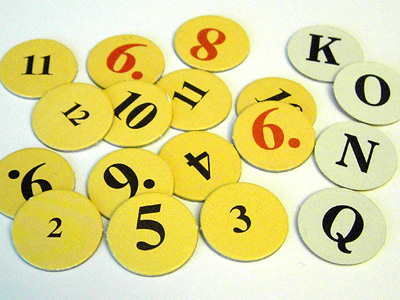
标记了点数的圆形纸片

- 18张标记了2～12点数的圆形纸片（不包含7）
- 96张木或塑料附件，分为4种颜色，每种颜色有15條道路、5座村落、4座城镇
- 95张「资源」卡片，分别是羊毛、矿石、木材、砖头、小麦等五种资源各19张
- 25张發展卡片，包括14張騎士卡、2张資源壟斷卡、2张修路卡、2張丰饶卡、5張分數卡（分别是市場、市政廳、大教堂、大學、圖書館，每张卡价值一个胜利点）
- 2张特殊卡片，即：最長的道路和最多的騎士，各等值2分
- 2粒骰子
- 一枚「强盗」棋子[9]

### 准备

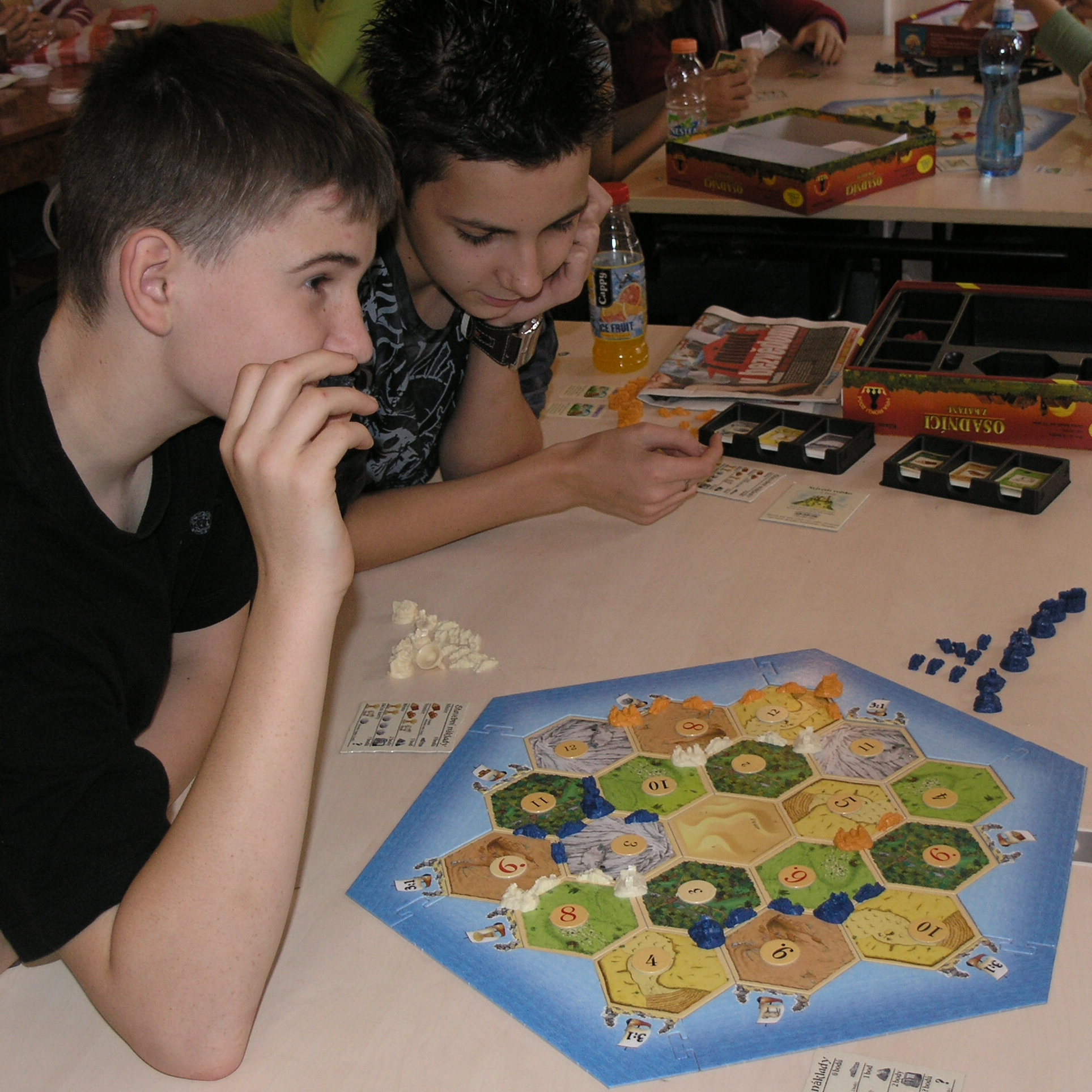

卡坦岛的说明书中给出了一种标准布局，适合刚刚上手的新玩家进行游戏，它将各种资源尽可能地平均分布，从而使得每位游戏者都具有基本平等的初始条件。对于熟悉了游戏规则的玩家，可以不采用标准布局，使用随机布局。
首先，取出丘陵、牧场、山峦、旷野、森林和沙漠6类共19张板块混匀。先在桌面中间随机排列5张游戏板块，然后分别在这一行的上下两侧分别码放4张游戏板块，再于两侧分别码放3张游戏板块。这样19张板块就码放在了桌面的中心，接下来进行海港和海洋的码放。然后将海港板块也随机洗匀，然后将它和海洋板块都放在一边，取一张海洋板块，码放在原有版图边缘的位置，然后取一张海港板块码放在其边上，同样紧贴原有版图边缘，重复这个步骤，直到码放一圈为止。
游戏板块全部码放完毕后，再将数字指示物随机码放到资源板块（丘陵、牧场、山峦、旷野、森林）上。这时，整个游戏版图就搭建完成了。这些数字指示物表示了获得该种资源时的色数。将盗贼指示物放置在版图中沙漠板块上。将所有资源卡面朝上分类别码放好，将所有发展卡洗匀背朝上码放好，将特殊卡片放置到一边，这些构成了公共银行，在需要时可以从中拿取，而游戏中玩家丢弃或者支付的资源卡则会回到银行中。

### 规则

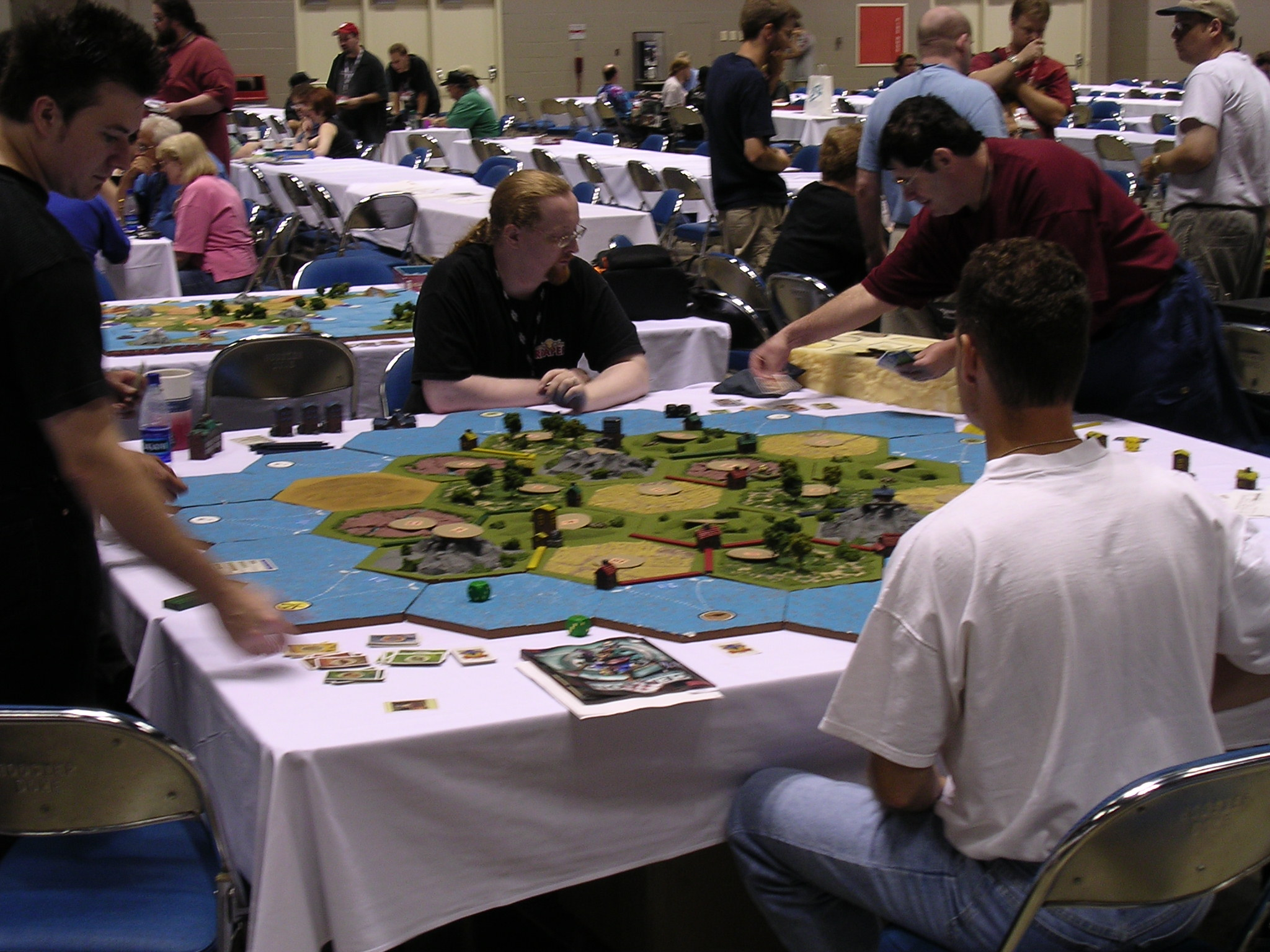

选择一位玩家（游戏说明中建议从最年长的玩家开始），首先在版图上选择一个六边形的顶点放置一个定居点（Settlement），然后在围绕这个顶点的三条边中选择一条，铺设一条路（Road），接下来其他玩家依次重复上述动作，直到最后一位玩家完成后，再从他开始以相反的顺序重复第二遍，直到回到第一位玩家为止，这时整个版图上每位玩家都应该拥有两个定居点以及两条道路。每个定居点于另一个定居点之间至少要隔两条路。
选择定居点的技巧：定居点周围的地形板块表示的是能够获得的资源，而上面的数字则表示获得资源所需要的掷色数。根据排列组合可以知道，对于两个六面色子，数字6和8是概率最高的两个数字，其他依次排开，2和12则是概率最小的（7的概率最大，但如果骰子的结果是7，则没有人会从周围的地块中个获取资源），所以想提高获得资源的概率就应该选择尽可能靠近6或者8的数字。而对于选择那种资源，则应考虑一下建筑费用卡上提示的各种建筑所需要的资源，选择合适自己的发展方向。胜利条件为总积分达到10分。
| 建筑     | 所需资源 | 所需资源 | 所需资源 | 所需资源 | 所需资源 | 积分 |
| 建筑     | 砖块     | 木材     | 羊毛     | 谷物     | 矿石     | 积分 |
| -------- | -------- | -------- | -------- | -------- | -------- | ---- |
| 道路     | 1 ×      | 1 ×      |          |          |          | 0    |
| 船只     |          | 1 ×      | 1 ×      |          |          | 0    |
| 村落     | 1 ×      | 1 ×      | 1 ×      | 1 ×      |          | 1    |
| 升级城镇 |          |          |          | 2 ×      | 3 ×      | 2    |
| 骑士卡   |          |          | 1 ×      | 1 ×      | 1 ×      | 0    |
| 进步卡   |          |          | 1 ×      | 1 ×      | 1 ×      | 0    |
| 分数卡   |          |          | 1 ×      | 1 ×      | 1 ×      | 1    |
| 最多骑士 | -        | -        | -        | -        | -        | 2    |
| 最长道路 | -        | -        | -        | -        | -        | 2    |

## 扩展及变体

### 扩展

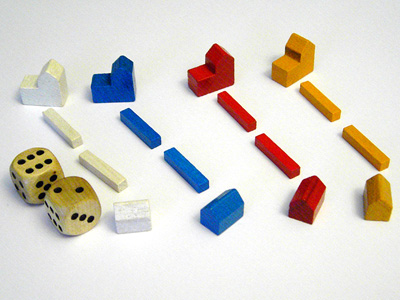
基本版：包括骰子以及4种颜色的城镇、道路和村落。

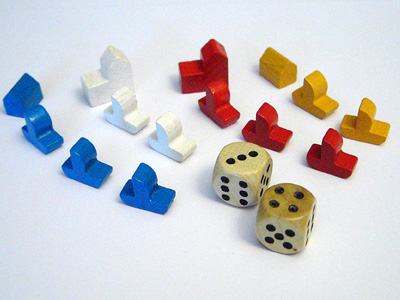
海洋擴充除了骰子、城镇和村落之外还有船只。

| 商标/原名                      | 中文名称               | 发布时间                   |
| ------------------------------ | ---------------------- | -------------------------- |
|                                | 卡坦岛拓荒者           | 1995年                     |
|                                | 海洋擴充               | 1997年                     |
|                                | 城市与騎士擴充         | 1998年                     |
| Händler & Barbaren             | 商人与野蠻人擴充       | 2007年                     |
| Schätze, Drachen und Entdecker | 寶藏、巨龍與冒險者擴充 | 2009年                     |
| Entdecker & Piraten            | 探險家與海盜擴充       | 2013年在纽伦堡游戏展上发布 |

### 變體
- 港口之王(Harbor Master)：使用這個變體時，遊戲改為11分結束。當有一個村落在港口時獲得1點港口點數(Harbor Point)，有一個城市在港口時獲得2點港口點數，第一位獲得3點港口點數的玩家成為港口之王，並獲得三分。港口之王可被超越奪走。
- 渔民（The Fishermen of Catan），于2007年发布，其修订版包含在商人与野蠻人擴充（英语：Catan: Traders & Barbarians）之中[18]。
- 油田（Catan: Oil Springs）发布于2011年[19]。
- 最好的朋友（Frenemies）发布于2012年[20]。
- 卡坦助手（Helpers of Catan）发布于2013年，这个变体提供了10种功能不同的角色牌，玩家使用角色牌可以驱逐强盗，变换道路位置等[21][22]。